# Transmissió de dades
La transmissió de dades és el transport de qualsevol tipus d'informació, d'un lloc a un altre per mitjans físics. Històricament, això es va fer per correu sobre paper, amb una cadena de semàfors o llums, i finalment amb l'arribada del telègraf de Morse, mitjançant fil de coure.
En terminologia de l'ordinador, això significa l'enviament de fluxos bits o bytes d'un lloc a un altre mitjançant l'ús d'alguna tecnologia, com el fil de coure, fibra òptica, làser, ràdio, o infraroig. Exemples específics inclouen l'enviament de dades d'un dispositiu de memòria a una altra o l'accés a una web, que implica la transferència les dades del servidor web cap al navegador de l'usuari.

## Formes de transmissió de dades entre dispositius electrònics
Transmissió Analògica:  Aquests senyals es caracteritzen pel continu canvi d'amplitud del senyal. A l'enginyeria de control de processos del senyal varia de 4 a 20 mA, i és transmesa en forma purament analògica. En un senyal analògic el contingut de la informació és molt restringit, només el valor del corrent i la presència o no d'aquesta pot ser determinada.
 Transmissió Digital:  Aquests senyals no canvien de forma contínua, sinó que és transmesa en paquets discrets. No és tampoc interpretada immediatament, sinó que ha de ser primer decodificada pel receptor. El mètode de transmissió també és un altre: com polsos elèctrics que varien entre dos nivells diferents de voltatge. Pel que fa a l'enginyeria de processos, no hi ha limitació quant al contingut del senyal i qualsevol informació addicional.

## Mitjans de Transmissió Industrial
El que es busca en la comunicació industrial, és major informació transmesa a major velocitat de transmissió. Pel que la demanda de millors característiques per als mitjans de transmissió és major. Això és particularment cert per a les xarxes industrials de comunicació, on les condicions disten molt de ser ideals a causa de les possibles interferències de màquines elèctriques i altres. Per aquesta raó el millor mitjà de transmissió depèn molt de l'aplicació.
A continuació alguns dels més importants mitjans de transmissió:
- Cables trenats (twisted cable).
- Cables coaxials.
- Cables de fibra òptica.

## Modes de Transmissió
Transmissió Paral·lela:  És l'enviament de dades de byte en byte sobre un mínim de vuit línies paral·leles a través d'una interfície paral·lela per exemple la Interfície Paral Centronics per a impressores.
 Transmissió en Sèrie:  És l'enviament de dades de bit a bit sobre una interfície serial. Requereix menys cables que la transmissió paral·lela, però el temps de transmissió s'incrementa com a funció de la grandària de la cadena dels bits en ser transmesa. Per exemple la RS232 i la RS485.

## Interfície Física Industrial
Per a triar una interfície física es té en compte la fiabilitat de transmissió i els costos, per tant tot i les altes velocitats de transmissió que es pot obtenir amb una interfície paral·lela, és molt costosa per a ser instal·lada. Per aquesta raó la interfície estàndard per al camp industrial és la serial. Els baixos costos de la instal·lació, línies més llargues i transmissió més segura. Compensa les menors velocitats de transmissió. A continuació descriurem algunes interfícies serials trobades en el camp industrial.
 Interfície RS-232C:  elèctricament el sistema està basat en polsos positius i negatius de 12 volts, en els quals les dades són codificades. També utilitzen cable multifilar.
Mecànicament aquest estàndard té connectors de 9 a 25 pins, els senyals principals que porten a les dades d'un terminal a un altre són línies de "Transmit Data" i "Receive Data", per a ser possible la transmissió, cal una tercera línia que porta el potencial comú de referència, la resta de línies no són imprescindibles, però porten informació de l'estat dels terminals de comunicació, a continuació les seves característiques:
 Interfície RS-422:  Aquesta interfície permet que actuïn fins a 32 dispositius en qualitat de transmissors o receptors, els quals poden ser connectats a un cable de dos fils, és a dir a una veritable operació de bus. L'adreçament i resposta als comandaments ha de ser resolta pel programari. La màxima longitud de les línies de transmissió per a aquesta interfície varia entre 1.200 metres a una velocitat de 93.75 kbps fins a 2000 metres a una velocitat de 500 Kbps
Aquesta interfície utilitza tres estats lògics '0 ', '1' i 'non-Data', aquesta última és usada per al control o soncronización del flux de dades, aquesta interfície és trobada amb freqüència en el camp industrial. En utilitzar parells de cables trenats i blindats, s'assegura una comunicació fiable i econòmica.
 Interfície RS-485:  Igual com en el RS-422 aquesta interfície permet que actuïn fins a 32 dispositius en qualitat de transmissors o receptors, els quals poden ser connectats a un cable de dos fils, és a dir a una veritable operació de bus. L'adreçament i resposta als comandaments ha de ser resolta pel programari. La màxima longitud de les línies de transmissió per a aquesta interfície varia entre 1.200 metres a una velocitat de 93.75 kbps fins a 2000 metres a una velocitat de 500 kbps. Aquesta interfície utilitza un sistema basat en la capa física del RS-422.

## RETD
La RETD (Red especial de Transmisión de datos) va ser una xarxa nacional de transmissió de dades, instal·lada per Telefónica en la dècada de 1970 i la dècada dels 1980 per interconnectar el caixers automàtics i altres terminals bancaris de les entitats financeres. Emprava Honeywell H-700.

## Sistema TESYS
El Sistema TESYS (sistema d'intercanvi de paquets) va ser una xarxa nacional de transmissió de dades, instal·lada per Telefónica la dècada dels 80 i 90 per interconnectar el caixers automàtics i altres terminals bancaris de les entitats financeres fen servir el protocol x25 d'intercanvi de paquets.

## Aplicacions i història
Les dades (principalment però no exclusivament informatives), al llarg de la història s'han enviat per mitjans no electrònics (per exemple, òptics, acústics, mecànics) des de l'aparició de la comunicació. Les dades del senyal analògic s'han enviat electrònicament des de l'aparició del telèfon. No obstant això, les primeres aplicacions de transmissió electromagnètica de dades a l'època moderna van ser la telegrafia elèctrica (1809) i els teletips (1906), que són totes dues senyals digitals. El treball teòric fonamental en la transmissió de dades i la teoria de la informació de Harry Nyquist, Ralph Hartley, Claude Shannon i altres a principis del segle XX es va fer tenint en compte aquestes aplicacions.
A principis dels anys 60, Paul Baran va inventar la commutació de blocs de missatges adaptatius distribuïts per a la comunicació digital de missatges de veu mitjançant interruptors electrònics de baix cost. Donald Davies va inventar i implementar la comunicació de dades moderna durant els anys de 1965 a 1967, incloent la commutació de paquets, encaminadors d'alta velocitat, protocols de comunicació, xarxes d'ordinadors jeràrquiques i l'essència del principi d'extrem a extrem. El treball de Baran no incloïa encaminadors amb commutadors de programari i protocols de comunicació, ni la idea que els usuaris, més que la pròpia xarxa, proporcionessin la fiabilitat. Ambdues van ser contribucions fonamentals que van influir en el desenvolupament posterior de les xarxes d'ordinadors.
La transmissió de dades s'utilitza en ordinadors en busos informàtics i per a la comunicació amb equips perifèrics mitjançant ports paral·lels i ports sèrie com RS-232 (1969), FireWire (1995) i USB (1996). Els principis de transmissió de dades també s'utilitzen en suports d'emmagatzematge per a la detecció i correcció d'errors des de 1951. El primer mètode pràctic per superar el problema de rebre dades amb precisió pel receptor mitjançant codi digital va ser el codi Barker inventat per Ronald Hugh Barker el 1952 i publicat el 1953. La transmissió de dades s'utilitza en equips de xarxa informàtica com ara mòdems (1940), adaptadors de xarxa d'àrea local (LAN) (1964), repetidors, concentradors de repetidors, enllaços de microones, punts d'accés a xarxes sense fil (1997), etc.
A les xarxes telefòniques, la comunicació digital s'utilitza per transferir moltes trucades telefòniques a través del mateix cable de coure o cable de fibra mitjançant la modulació per impulsos codificats (PCM, de l'anglès pulse-code modulation) en combinació amb la multiplexació per divisió de tenos (TDM, de l'anglès time-division multiplexing) (1962). Les centrals de commutació o telefòniques s'han convertit en digitals i controlades per programari, facilitant molts serveis de valor afegit. Per exemple, la primera central telefònica AX es va presentar el 1976. La comunicació digital amb l'usuari final mitjançant serveis de xarxa digital de serveis integrats (RDSI, de l'anglès Integrated Services Digital Network) va estar disponible a finals de la dècada de 1980. Des de finals de la dècada de 1990, les tècniques d'accés de banda ampla com l'ADSL, els mòdems per cable, la fibra fins a l'edifici (FTTB, de l'anglès fiber-to-the-building) i la fibra fins a la llar (FTTH, de l'anglès fiber-to-the-home) s'han estès a les petites oficines i llars. La tendència actual és substituir els serveis de telecomunicacions tradicionals per la comunicació de paquets com la telefonia IP i la TV IP o IPTV.
La transmissió digital de senyals analògics permet una major capacitat en el processament de senyals. La capacitat de processar un senyal de comunicacions significa que es poden detectar i corregir errors causats per processos aleatoris. Els senyals digitals també es poden mostrejar en lloc de supervisar-los contínuament. La multiplexació de múltiples senyals digitals és molt més senzilla en comparació amb la multiplexació de senyals analògics. A causa de tots aquests avantatges, a causa de la gran demanda de transmetre dades informàtiques i de la capacitat de les comunicacions digitals per fer-ho i perquè els avenços recents en els canals de comunicació de banda ampla i l'electrònica d'estat sòlid han permès als enginyers aconseguir aquests avantatges completament, permeten que les comunicacions digitals hagin crescut ràpidament.
La revolució digital també ha donat lloc a moltes aplicacions de telecomunicacions digitals on s'apliquen els principis de la transmissió de dades. Alguns exemples inclouen la telefonia mòbil de segona generació (2G) (1991) i posterior, la videoconferència, la televisió digital (1998), la ràdio digital (1999) i telemetria.
La transmissió de dades, transmissió digital o comunicacions digitals és la transferència de dades a través d'un canal de comunicació punt a punt o punt a multipunt. Alguns exemples d'aquests canals inclouen cables de coure, fibres òptiques, canals de comunicació sense fil, mitjans d'emmagatzematge i busos informàtics. Les dades es representen com un senyal electromagnètic, com ara una tensió elèctrica, ones de ràdio, microones o llum infraroja.
Mentre que la transmissió analògica és la transferència d'un senyal analògic que varia contínuament a través d'un canal analògic, la comunicació digital és la transferència de missatges discrets a través d'un canal digital o analògic. Els missatges es representen per una seqüència de polsos mitjançant un codi de línia (transmissió de banda base), o per un conjunt limitat de formes d'ona variables contínuament (transmissió de banda de pas), utilitzant un mètode de modulació digital. La modulació de banda de pas i la desmodulació corresponent (també coneguda com a detecció) es realitza mitjançant un equip mòdem. Segons la definició més comuna d'un senyal digital, tant els senyals de banda base com de banda de pas que representen fluxos de bits es consideren transmissió digital, mentre que una definició alternativa només considera el senyal de banda base com a digital i la transmissió de dades digitals en banda de pas com una forma de transmissió digital. conversió a analògic.
Les dades transmeses poden ser missatges digitals provinents d'una font de dades, per exemple, un ordinador o un teclat. També pot ser un senyal analògic, com ara una trucada telefònica o un senyal de vídeo, digitalitzat en un flux de bits, per exemple mitjançant la modulació de codi de polsos (PCM, de l'anglès pulse-code modulation) o esquemes de codificació font més avançats (conversió analògica a digital i compressió de dades). Aquesta codificació i descodificació font és realitzada per equips de còdec.